# Sascha Maier
Sascha Maier (* 2. Januar 1974 in Marbach am Neckar) ist ein ehemaliger deutscher Fußballspieler.
Er begann das Fußballspielen beim VfR Großbottwar. Über die Jugendmannschaften der TSG Steinheim und der SpVgg 07 Ludwigsburg kam er 1991 zur U19 des VfB Stuttgart. Bei den Herren wurde Maier zunächst in der zweiten Mannschaft eingesetzt, bevor er 1994 in den Profikader des VfB aufrückte. Sein einziges Bundesligaspiel bestritt er am 17. Juni 1995, als er am letzten Bundesligaspieltag beim 3:1-Heimsieg über den MSV Duisburg in der 49. Minute eingewechselt wurde.
In der Folge spielte Sascha Maier für verschiedene Vereine in der Regionalliga und bestritt zudem für den SV Waldhof Mannheim sechs Zweitligaspiele in der Saison 2000/01. Im Jahr 2007 musste Maier seine Profikarriere beim Regionalligisten SV 07 Elversberg verletzungsbedingt beenden.
Sascha Maier wohnt in Bodman-Ludwigshafen am Bodensee und studiert Wirtschaftswissenschaften an der Fernuniversität Hagen. Seit der Saison 2008/09 spielt er für den Landesligisten VfR 09 Stockach. In der Saison 2014/2015 wurde er mit dem FC Bodman-Ludwigshafen Meister der Kreisliga A und spielt mit diesem Verein nun in der Bezirksliga Bodensee.